# Bahnhof Stahnsdorf
Der Bahnhof Stahnsdorf war der Bahnhof der Gemeinde Stahnsdorf im heutigen Landkreis Potsdam-Mittelmark südwestlich von Berlin und Endpunkt der Bahnstrecke Berlin-Wannsee–Stahnsdorf (Friedhofsbahn). Er wurde 1913 eröffnet und diente in erster Linie der Bedienung des Südwestkirchhofs Stahnsdorf. 1961 wurde er aufgrund des Mauerbaus stillgelegt. Einige Reste von Bahnsteigen sind heute noch vorhanden.
Das Bahnhofsgebäude existiert nicht mehr, das Gebäude der früheren Bahnhofsgaststätte und eine Eisenbahnerwohnanlage am Bahnhof stehen unter Denkmalschutz.

## Lage
Der Bahnhof war Endpunkt der Friedhofsbahn, am Streckenkilometer 4,2, gezählt vom Bahnhof Berlin-Wannsee. Die Anlagen liegen östlich des Südwestkirchhofs, der sich im Nordwesten des Ortes befindet. Der nächste Haltepunkt, Dreilinden, lag fast zwei Kilometer weiter nördlich.

## Geschichte
Der Bahnhof Stahnsdorf ging am 3. Juni 1913 als Endpunkt der Friedhofsbahn in Betrieb. Die Einweihung fand einen Tag zuvor statt. Es entstand ein Empfangsgebäude, das sich gegenüber dem Haupteingang des Friedhofs befand. Die Betriebsstelle besaß anfangs die Bezeichnung Stahnsdorf Friedhof. Der Königliche Baurat Gustav Werner entwarf im Auftrag des Friedhofsträgers, des Berliner Stadtsynodalverbandes, das Bahnhofsgebäude. Am 4. Mai 1926 erhielt der Bahnhof die neue Bezeichnung Stahnsdorf Reichsb. Der erste elektrisch betriebene Zug der S-Bahn Berlin hielt in Stahnsdorf am 10. Juli 1928.
Im April 1945 wurde die Bedienung vorübergehend eingestellt, da die Brücke über den Teltowkanal gesprengt worden war. Die Züge endeten in dieser Zeit bereits in Dreilinden. Erst im Mai 1948 erfolgte die Wiedereröffnung. Der Name wurde erneut geändert. Von nun an hieß die Station nur noch Stahnsdorf.
Die Lage zum nahen West-Berlin beeinträchtigte den Verkehr nach dem Zweiten Weltkrieg immer stärker. Daraus folgte die Einstellung des Verkehrs am 19. Januar 1953. Doch der S-Bahnbetrieb wurde am 11. September 1954 wieder aufgenommen. Mit dem Bau der Berliner Mauer am 13. August 1961 wurde der Zugverkehr auf der gesamten Strecken vollständig eingestellt. Das Empfangsgebäude wurde 1976 gesprengt. Bis Dezember 1973 war es noch genutzt worden.
Bereits beim Bau der Friedhofsbahn bestanden Planungen zu einer Verlängerung der Strecke über Teltow nach Lichterfelde Süd, die jedoch nicht realisiert wurden. 2005 wurde lediglich auf dem östlichen Teil der freigehaltenen Trasse die Bahnstrecke Berlin-Lichterfelde Süd–Teltow Stadt eröffnet, dessen Verlängerung zu einer neuen Station Stahnsdorf Sputendorfer Straße in Planung ist.

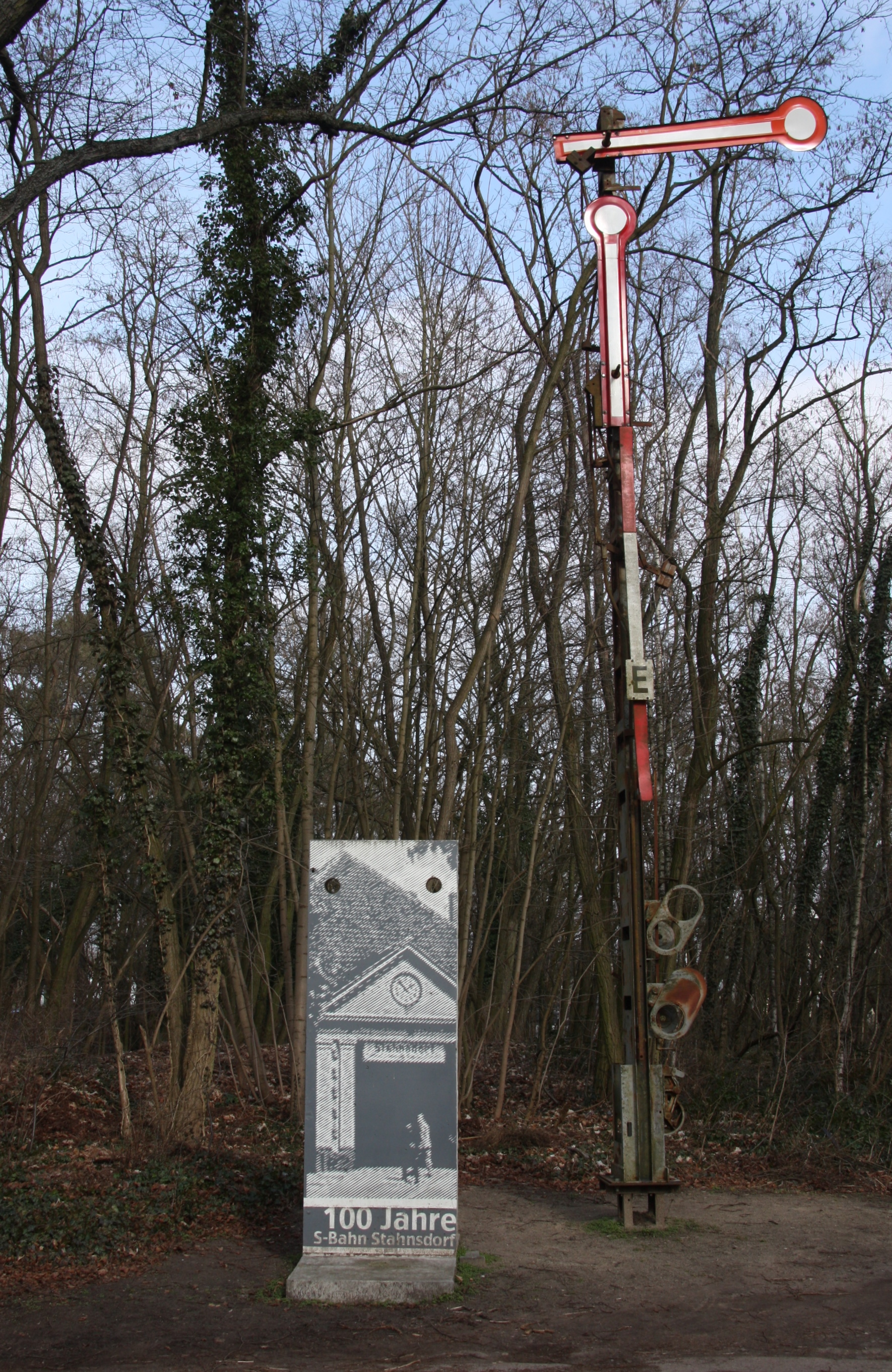
Denkmal zum 100-jährigen Jubiläum der Eröffnung der Friedhofsbahn 2013
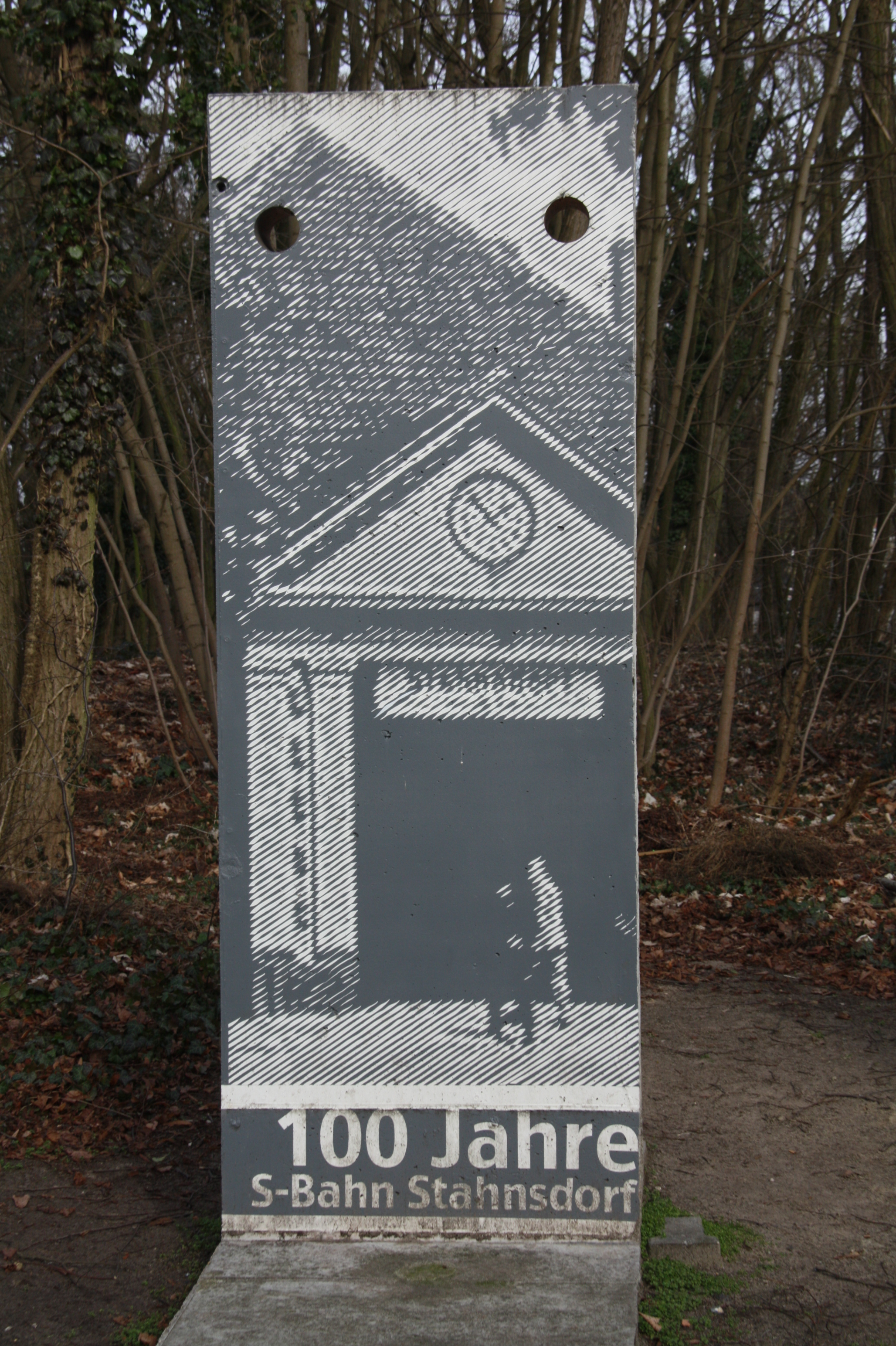
Denkmal mit Darstellung des ehemaligen Empfangsgebäudes
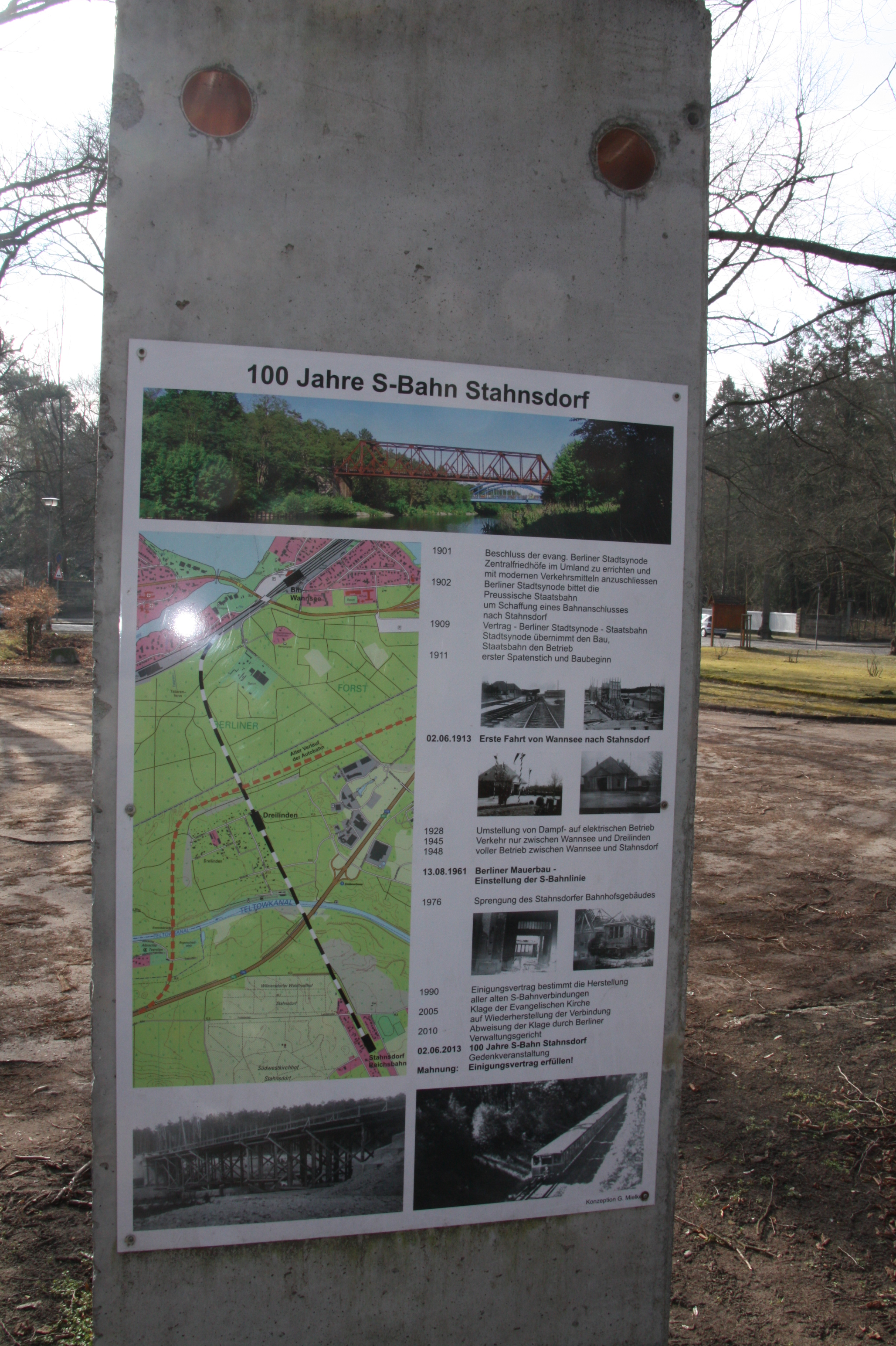
Rückseite des Denkmals mit Beschreibung und Fotos des Bahnhofs

## Anlagen
Zu seiner Anfangszeit verfügte der Bahnhof über drei Gleise. Es gab einen 220 Meter langen Mittelbahnsteig, an dem sich die Gleise eins und zwei befanden. Eine Erweiterung der Anlagen und eine Verlängerung der Strecke nach Süden waren bereits sehr früh vorgesehen. Das südliche Ende des Bahnsteigs war mit dem Empfangsgebäude über einen Personentunnel verbunden. Dieser reichte bis zur Ostseite des Bahnhofs. 300 Meter südlich des Bahnsteigs war ein Abstellgleis für Dampflokomotiven vorhanden, wo Kohle und Wasser nachgeladen werden konnte. Auf der östlichen Seite befand sich ein Ladegleis.
Im Bahnhof Stahnsdorf befand sich ein mechanisches Weichen- und Signalstellwerk. Für fünf Weichen des Abstellbereiches war eine kleine Weichenstellerbude vorhanden.
Heute ist das Gebäude der ehemaligen Bahnhofsgaststätte noch vorhanden. Der Bahnsteig existiert noch, ist aber deutlich zugewachsen.
Die Zahl der ausgegebenen Fahrkarten, die je nach Zahl der Beerdigungen variierten, wurden 1914 auf etwa 550 bis 1200 täglich geschätzt.

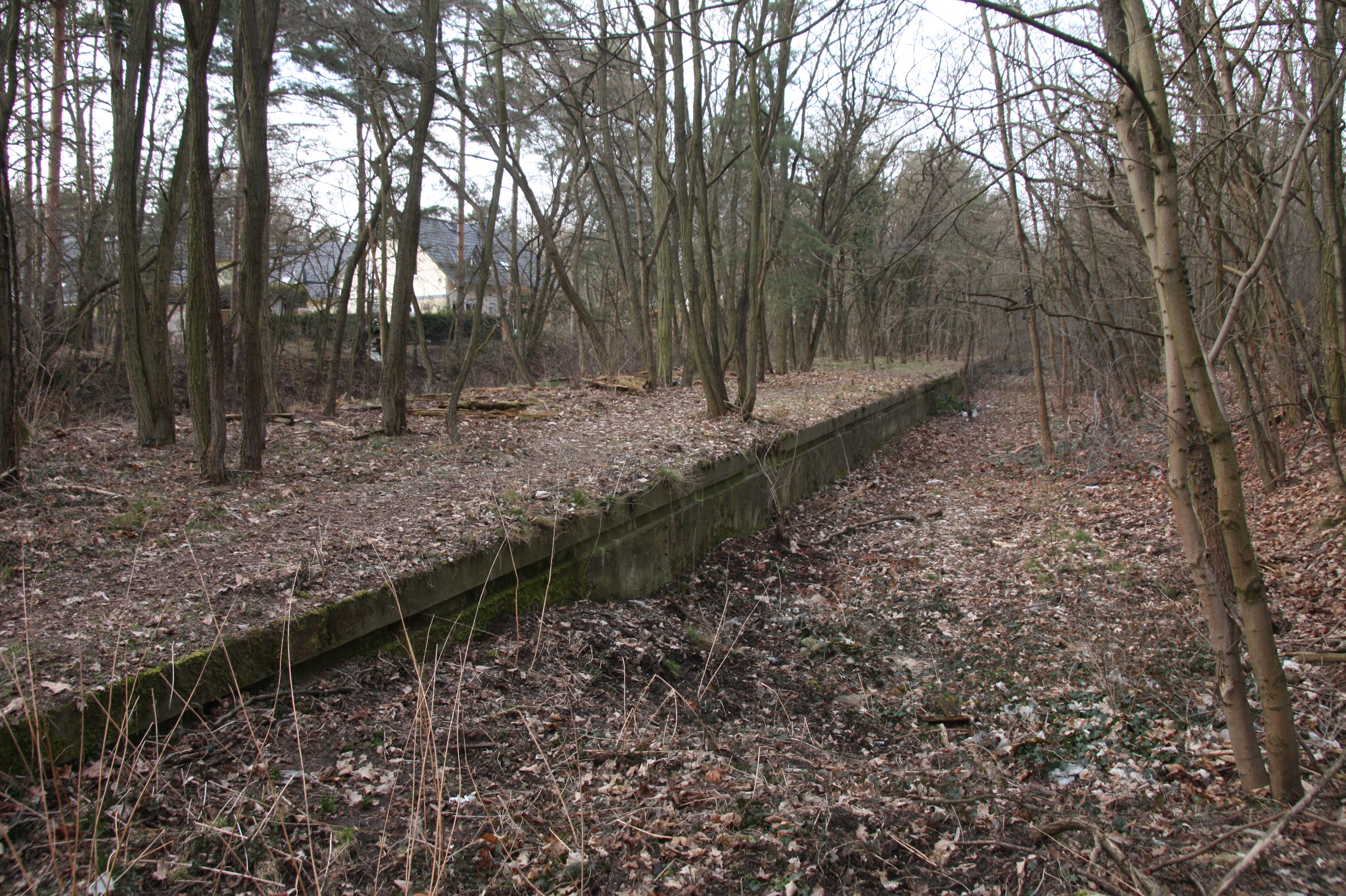
Überwachsener Bahnsteig im Frühjahr 2016 von Südosten
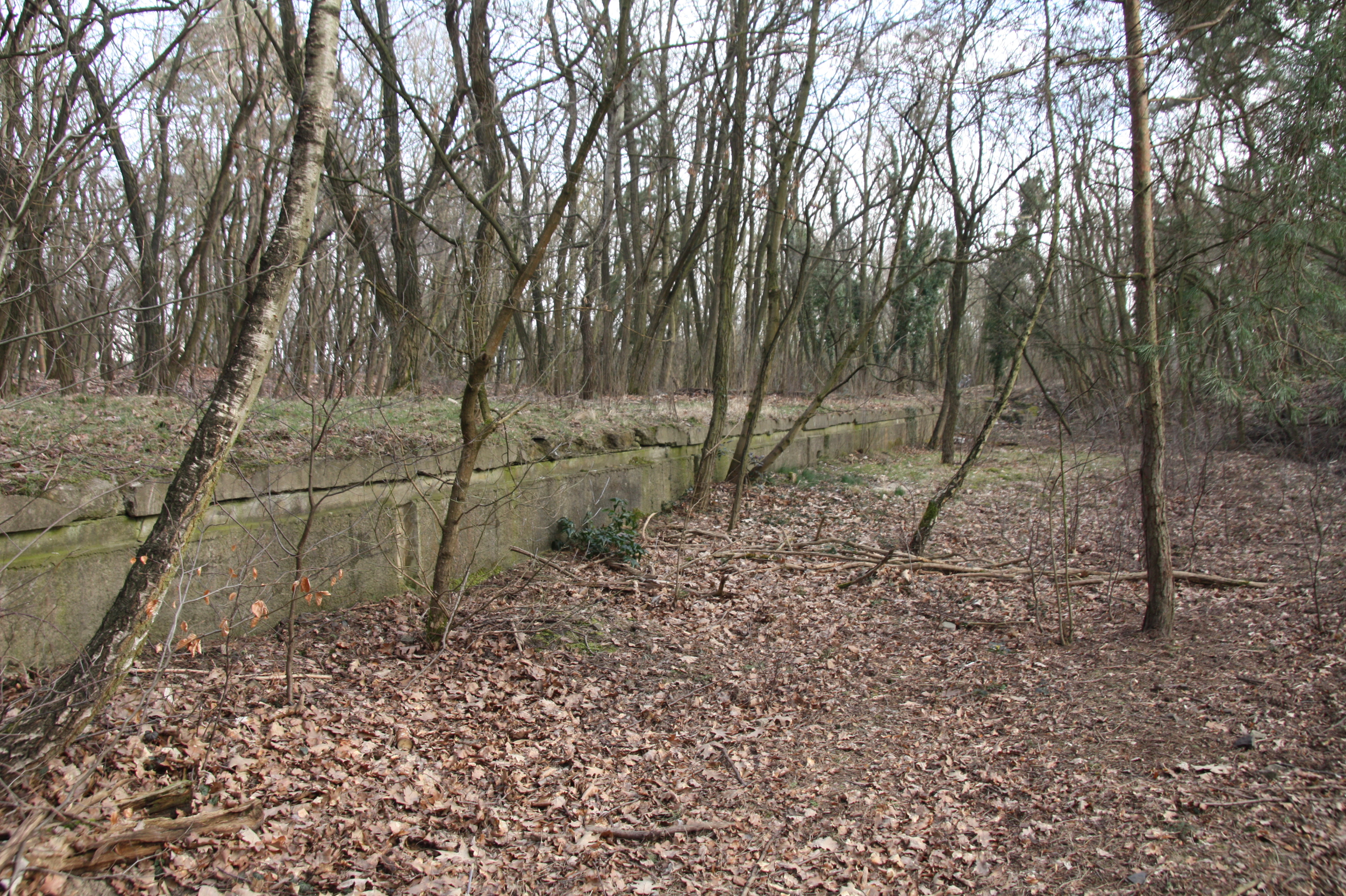
Überwachsener Bahnsteig im Frühjahr 2016 von Nordwesten
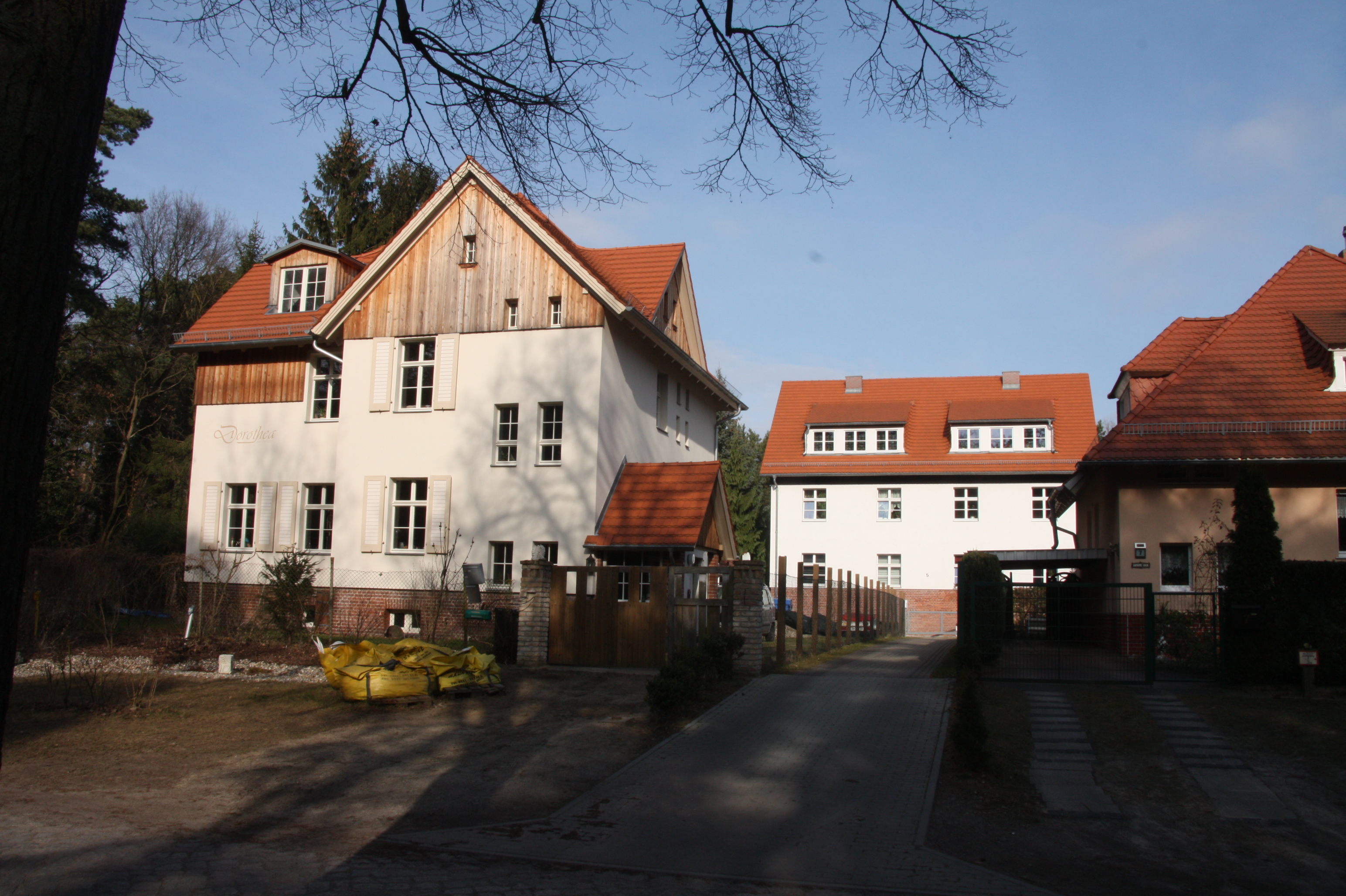
Ehemalige Eisenbahnerwohnanlage in der Bahnhofstraße
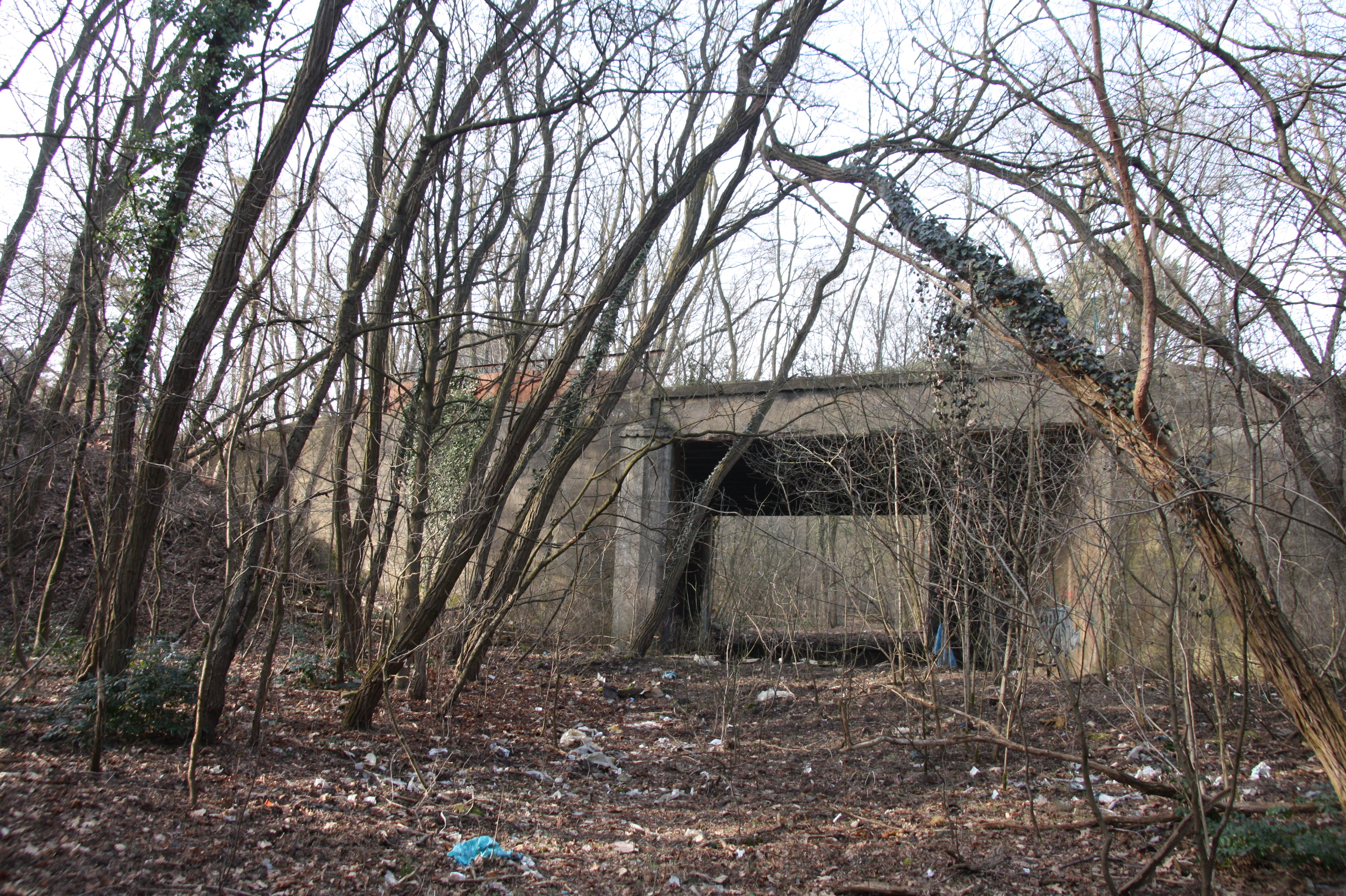
Unterführung unter der Alten Potsdamer Landstraße nördlich des ehemaligen Bahnsteigs

## Leichentransport
Westlich des Bahnsteigs gab es ein Gütergleis. Eine extra angelegte Leichenabfuhrstraße diente als Zuwegung zu den Gleisen. Eine Leichenumschlaghalle wurde aus Pietätsgründen und als Wetterschutz errichtet. Im Sommer 1914 wurde die Zahl der Leichen in einem Monat auf ungefähr 122 beziffert. An einem Tag waren es sogar zehn. Der Leichentransport per Bahn wurde 1952/53 eingestellt.